# 地と天の歌
『地と天の歌』（ちとてんのうた、フランス語: Chants de Terre et de Ciel）は、オリヴィエ・メシアンが1938年に作曲したソプラノとピアノのための連作歌曲。全6曲からなり、演奏時間は約30分。

## 概要
『地と天の歌』は1936年の『ミのための詩』に続く連作歌曲であり、ともにメシアン本人が歌詞を書いている。題名は土から作られた人間が死んだ後に新たな体を得て復活することを意味し、最終曲「復活」では復活したイエスが死から生へ、地から天へと移ることが歌われている。
メシアン夫妻には1937年7月14日に息子パスカルが生まれた。前作『ミのための詩』で歌われた結婚の神秘は、本作では親子の関係を加えられ、中央の2つの曲は息子に捧げられている。前作と同じように単なる個人的な愛にとどまらず、キリスト教の神の愛に結びつけられ、パスカルの名がフランス語で「復活祭の」を意味することから最終曲は復活祭の祈りで終わる。
1939年1月23日、エコールノルマル音楽院で開かれた現代音楽協会「トリトン」の演奏会において、『ミのための詩』と同様にマルセル・バンレの歌とメシアン本人のピアノによって初演された。初演時には作品に『プリズム』という題がつけられていたが、同年4月にデュラン社から出版する際に『地と天の歌』に改題された。

## 構成
1. ミとの契り（妻のために） Bail avec Mi (pour ma femme) - 土から作られた人間が伴侶を得ることを地球が太陽に補完されることに例える。後の『ハラウィ』の「愛、星の鳥」と歌詞がよく似ている[3]。
2. 沈黙のアンティフォナ（守護天使の祝日のために） Antienne du silence (pour le jour des Anges gardiens) - 沈黙の天使に天の沈黙を願う単旋律聖歌風の神秘的なアレルヤで、最初から最後までpで歌われる。ピアノ伴奏は3声のポリフォニーを演奏する。ヨハネの黙示録8章1節に小羊が第7の封印を開いたときに天が沈黙に包まれたと言い、メシアンの曲にはしばしば沈黙が登場する（『幼子イエスに注ぐ20の眼差し』の第17曲は「沈黙の眼差し」であり、『神の現存についての3つの小典礼』の歌詞でも沈黙が重要な役割を果たす）。
3. 赤ちゃん＝ピリュールの踊り（息子パスカルのために） Danse du Bébé-Pilule (pour mon petit Pascal) - 中央の2曲は息子パスカルに献呈されている。題名のピリュールとは文字通りには丸薬を意味するが、ここではパスカルの愛称として使っている（次の曲にも出てくる）。赤ん坊の世界を描いた喜びの舞曲で、「マロンランレーヌ・マ」という意味のない言葉のくり返しが特徴的である。
4. 無垢の虹（息子パスカルのために） Arc-en-ciel d'innocence (pour mon petit Pascal) - 親から赤ん坊へ静かに呼びかけるような調子ではじまり、途中から激しく盛りあがるが、最後はゆっくりと終わる。
5. 真夜中の表と裏（死のために） Minuit pile et face (pour la Mort) - 『ミのための詩』の第4曲「恐怖」と同様の悪夢的な曲で、地獄を連想させる町を描写した無気味な歌詞にはじまり、死に臨む孤独な自分が光の父とキリストと聖霊の名を叫ぶ。ピアノが鐘の音のように鳴らされる。
6. 復活（復活祭のために） Résurrection (pour le jour de Pâques) - 無伴奏の単旋律ではじまり、イエスの復活をたたえる。イエスは7つの愛の星（黙示録1章20節にキリストの右手に7つの教会の天使を意味する7つの星があるのを見たとする）と輝く衣を着けていたとする。死から生へ、地から天へと移るイエスについて歌い、輝かしく終わる。